# Флора (картина Тициана)
«Флора» — картина итальянского художника позднего Ренессанса Тициана, датируемая приблизительно 1515—1517 годами и ныне хранящаяся в Галерее Уффици во Флоренции.

## История
Работа Тициана была воспроизведена в многочисленных офортах XVI века. Позднее картина принадлежала неизвестным владельцам из Брюсселя и Вены. В XVII веке была продана испанским послом в Амстердаме Леопольду Вильгельму Австрийскому и была отображена в картине Рембрандта в его «Саскии в образе Флоры» (Лондон) и в двух портретах, хранящихся в Дрездене и Нью-Йорке. Позднее картина вошла в собрание Музея истории искусств Вены и стала одной из картин, участвовавших в обмене с Галереей Уффици, где и хранится с 1793 года.
В XVIII веке картина ошибочно приписывалась кисти Джакомо Пальма старшего.

## Описание
На портрете изображена идеализированной красоты женщина по образу модели мастера венецианской школы Джорджоне, его Лауры. Но в этой работе молодого Тициана уже прослеживается его собственный стиль; в отличие от «символических» героинь Джорджоне, его Флора — земная, златовласая, пышущая здоровьем красавица. Её левая рука поддерживает бледно-розовую мантию, а в правой руке Флора держит букет весенних цветов — шиповника, фиалки и жасмина.
Изображённая женщина, известная как Виоланта, присутствует и в ряде других работ Тициана его раннего периода творчества, среди которых «Женщина перед зеркалом», «Тщеславие», «Саломея» и «Виоланта». Ведутся споры о значении образа героини портрета: одни, основываясь на подписях к репродукциям в XVI веке, называют женщину куртизанкой; другие видят в ней символ брачной любви, указывая на её белую классическую тунику как символ непорочности. Также она может символизировать гармонию непорочности и чувственности, так как одна грудь почти обнажена, а вторая полностью целомудренно закрыта. Её соотношение с Флорой, римской богиней весны и цветения, появилось позже из-за весенних цветов в её руке.